# HEAVEN/メビウス
「HEAVEN/メビウス」（ヘブン/メビウス）は、日本のヴィジュアル系ロックバンド・Janne Da Arcの26作目のシングル。

## 概要
- 前作「振り向けば…/Destination」から約3ヶ月ぶり、2作連続での両A面シングル。また、アルバム『SINGLES 2』からの先行シングルでもある。
- 表題1曲目はドワンゴ『いろメロミックス』のCMソングおよびエイベックス・デジタル『ミュウモ』のCMソングに起用された。ダブルタイアップは「feel the wind」以来15作ぶりとなった。
- 表題2曲目はアニメ『妖逆門』のオープニングテーマに起用された。アニメタイアップは「月光花」以来3作ぶりとなった。
- CD+DVD盤のパターンAとパターンB、CD盤の2形態で発売された。CD+DVD盤のパターンAには特典として表題2曲目のミュージック・ビデオを収録したDVDが、CD+DVD盤のパターンBには特典として表題1曲目のミュージック・ビデオを収録したDVDが同梱された[注 1]。また、CD盤の初回生産分特典として全5種類の内1種類のトレーディングカードが同梱された[1]。
- オリコンチャート初登場2位を獲得。5作連続でトップ3入りを果たした。また、2作連続でオリコン年間チャートにランクインした。
- 今作を経て発売された『SINGLES 2』を最後に活動休止、その後2019年4月1日を以て解散したため、結果的に今作が最後のシングル作品となった。

## 収録曲
全作詞・作曲：yasu、編曲：Janne Da Arc
1. HEAVEN
夏を想起させるポップナンバー。yasu曰く「意識したわけじゃなく自然と夏感のある楽曲になった」という。kiyoはこの楽曲が長調のため歌謡曲テイストなキーボードサウンドにならないよう配慮したという。歌詞は曲に引っ張られるようにストレートな内容にしようとした結果、ラブソングに仕上がったという[2]。
2. メビウス
「HEAVEN」より先に完成した楽曲。yasuによると、歌詞は当初もっとドロドロした内容であったという。この楽曲のレコーディング時にyouは指を1本負傷しており、弾けないコードは省いてフレーズを考えたという[3]。

## 参加ミュージシャン
Janne Da Arc
- yasu：Vocal
- you：Guitar
- ka-yu：Bass
- kiyo：Keyboards
- shuji：Drums

## タイアップ
- ドワンゴ『いろメロミックス』CMソング (#1)
- エイベックス・デジタル『ミュウモ』CMソング (#1)
- テレビ東京系列アニメ『妖逆門』前期オープニングテーマ (#2)

## 収録アルバム
- SINGLES 2 (#1)
- Janne Da Arc MAJOR DEBUT 10th ANNIVERSARY COMPLETE BOX (#1)
- TVアニメーション「妖逆門」オリジナル・サウンドトラック〜音撃符〜 (#2)
- TVアニメーション「妖逆門」ソングコレクション (#2)